# Grant Heslov
Grant Heslov (Los Ángeles, California, 15 de mayo de 1963) es un actor, productor cinematográfico, guionista y cineasta estadounidense. Sus créditos como actor incluyen True Lies, Dante's Peak, Enemy of the State, The Scorpion King, Buenas noches, y buena suerte y varios créditos en series de televisión (Family Ties, L.A. Law, Catch Me If You Can, Matlock, Sleeper Cell). También apareció en Congo como el asistente desafortunado Richard y en Black Sheep como un policía que es amigo de Mike Donnelly (interpretado por Chris Farley).

## Vida personal
Heslov nació en Los Ángeles, California, de una familia judía y fue criado en el área de Palos Verdes de Los Ángeles. Asistió a Palos Verdes High School, la Universidad del Sur de California, junto a su amigo Tate Donovan. Es miembro de Phi Kappa Psi.
Estuvo nominado a los Premios de la Academy por Buenas noches, y buena suerte. Junto a George Clooney, también estuvo nominado a un Óscar por Mejor Guion Original. Heslov también aparece en la película como Don Hewitt, el director de la serie See It Now. En agosto de 2006, él y George Clooney comenzaron una compañía de cine, Smoke House.
Heslov ha escrito guiones con su amigo de negocios George Clooney, entre ellos el de la cinta The Monuments Men (2013). Actualmente ha dirigido The Men Who Stare At Goats con Clooney, Ewan McGregor y Kevin Spacey.

## Filmografía

### Cine
| Año  | Título                                                         | Personaje                      | Notas |
| ---- | -------------------------------------------------------------- | ------------------------------ | ----- |
| 1985 | The Journey of Natty Gann                                      | Banda de Parker                |       |
| 1985 | The Boys Next Door                                             | Joe Gonzales                   |       |
| 1986 | Legal Eagles                                                   | Usher                          |       |
| 1988 | Sunset                                                         | Car Attendant                  |       |
| 1988 | License to Drive                                               | Karl                           |       |
| 1989 | Dangerous Curves                                               | Wally Wilder                   |       |
| 1989 | Catch Me if You Can                                            | Nevil                          |       |
| 1990 | Vital Signs                                                    | Rick                           |       |
| 1994 | True Lies                                                      | Faisal                         |       |
| 1995 | Congo                                                          | Richard                        |       |
| 1996 | Black Sheep                                                    | Robbie Mieghem                 |       |
| 1996 | The Birdcage                                                   | National Enquirer Photographer |       |
| 1997 | Dante's Peak                                                   | Greg                           |       |
| 1998 | Enemy of the State                                             | Lenny                          |       |
| 1998 | Waiting for Woody                                              | Josh Silver                    |       |
| 2002 | Bug                                                            | Gordon - Guy in Bug Suit       |       |
| 2002 | The Scorpion King                                              | Arpid                          |       |
| 2005 | Good Night, and Good Luck (Buenas noches y buena suerte [Esp]) | Don Hewitt                     |       |
| 2008 | Leatherheads                                                   | Saul Keller                    |       |
| 2012 | Lost Angeles                                                   | Film Producer                  |       |
| 2014 | The Monuments Men                                              | Battlefield Doctor             |       |

### Director, productor, escritor
| Año  | Título                        | Director | Productor | Escritor |
| ---- | ----------------------------- | -------- | --------- | -------- |
| 1998 | Waiting for Woody             | x        |           | x        |
| 2002 | Par 6                         | x        |           |          |
| 2005 | Buenas noches, y buena suerte |          | x         | x        |
| 2008 | Leatherheads                  |          | x         |          |
| 2009 | The Men Who Stare at Goats    | x        | x         |          |
| 2010 | The American                  |          | x         |          |
| 2011 | The Ides of March             |          | x         | x        |
| 2012 | Martin Scorsese Eats a Cookie |          | x         |          |
| 2012 | Argo                          |          | x         |          |
| 2013 | August: Osage County          |          | x         |          |
| 2014 | The Monuments Men             |          | x         | x        |
| 2015 | Our Brand Is Crisis           |          | x         |          |
| 2016 | Money Monster                 |          | x         |          |
| 2017 | Suburbicon                    |          | x         | x        |
| 2020 | The Art of Political Murder   |          | x         |          |
| 2020 | The Midnight Sky              |          | x         |          |
| 2023 | The Boys in the Boat          |          | x         |          |

## Premios y distinciones
Premios Óscar
| Año  | Categoría            | Película                      | Resultado |
| ---- | -------------------- | ----------------------------- | --------- |
| 2006 | Mejor película       | Buenas noches, y buena suerte | Nominado  |
| 2006 | Mejor guion original | Buenas noches, y buena suerte | Nominado  |
| 2012 | Mejor guion adaptado | The Ides of March             | Nominado  |
| 2013 | Mejor película       | Argo                          | Ganador   |

| Año  | Otorga                                    | Premio                       | Trabajo                   | Resultado |
| ---- | ----------------------------------------- | ---------------------------- | ------------------------- | --------- |
| 2005 | Festival Internacional de Cine de Venecia | Premio Osella al mejor guion | Good Night, and Good Luck | Ganador   |
| 2005 | Golden Globe Award                        | Mejor guion                  | Good Night, and Good Luck | Nominado  |
| 2005 | Golden Globe Award                        | Mejor película - Drama       | Good Night, and Good Luck | Nominado  |
| 2011 | AACTA International Award                 | The Ides of March            | Mejor guion               | Nominado  |
| 2011 | Golden Globe Award                        | The Ides of March            | Mejor guion               | Nominado  |
| 2012 | BAFTA Award                               | Mejor película               | Argo                      | Ganador   |
| 2012 | Broadcast Film Critics Association Award  | Mejor película               | Argo                      | Ganador   |
| 2012 | César Award                               | Mejor película extranjera    | Argo                      | Ganador   |
| 2012 | Golden Globe Award                        | Mejor película - Drama       | Argo                      | Ganador   |
| 2012 | Producers Guild of America Award          | Mejor película teatral       | Argo                      | Ganador   |
| 2012 | AACTA International Award                 | Mejor película               | Argo                      | Nominado  |
| 2012 | Satellite Award                           | Mejor película               | Argo                      | Nominado  |